# コート・デュ・ルシヨン

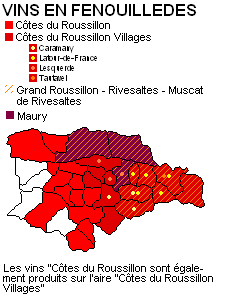
フェヌイェード地方でのワイン生産

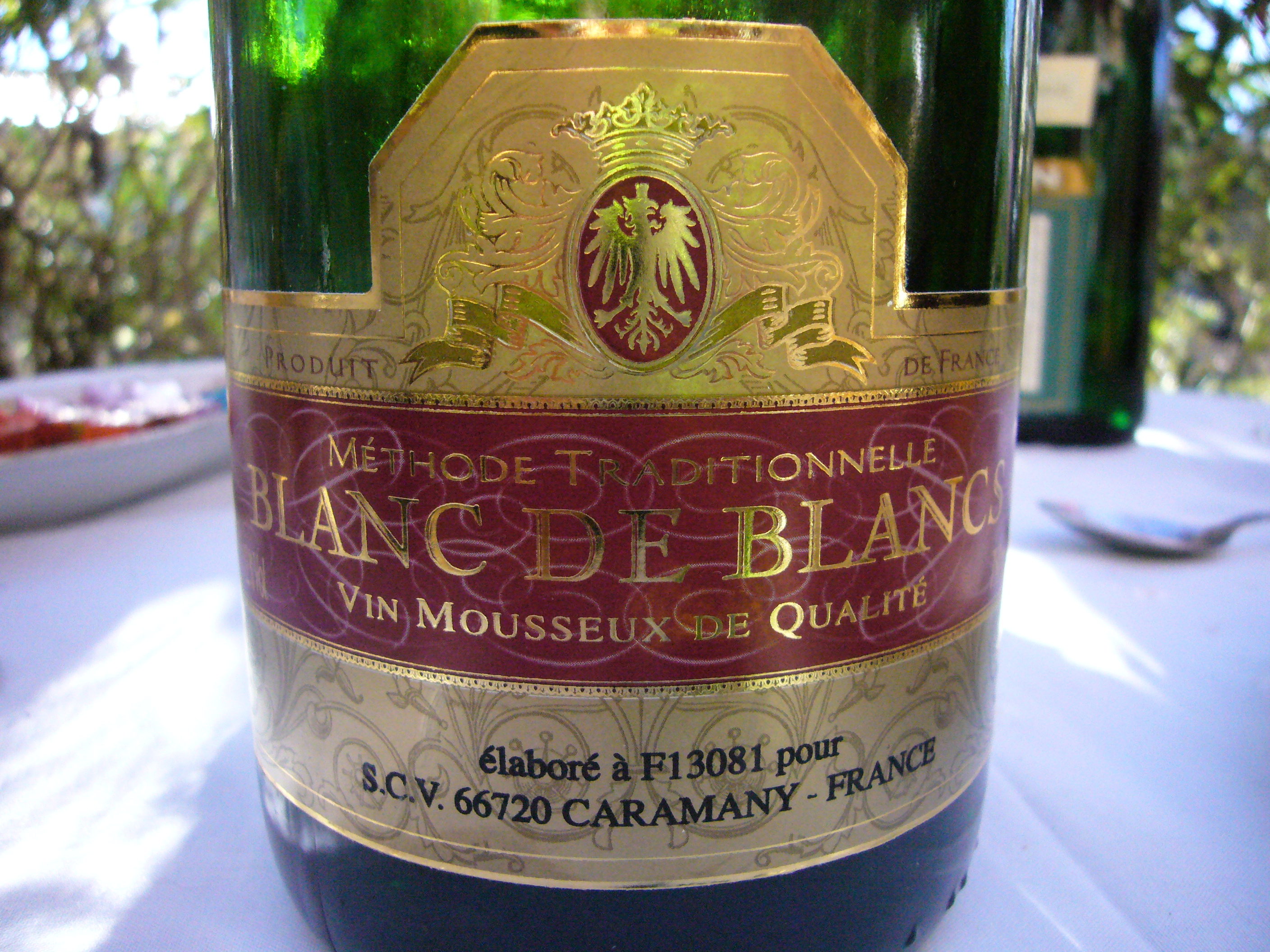
Blanc de blanc de Caramany

コート・デュ・ルシヨン（フランス語：Côtes du Roussillon）は、フランス南部ラングドック＝ルシヨン地域圏ピレネー＝ゾリアンタル県にあるワイン産地である。1977年にVDQSワインからAOCに昇格している。
区域は県のほぼ全域の118ヶ村に広がり、5,000haの畑から、年間2700万本のワインが生産されている。
赤ワインが68％、ロゼワインが28％、白が4％作られており、ぶどう品種はほかの南仏地域とほぼ同じシラー、グルナッシュ、カリニャンなどで、3種以上の品種をブレンドして作られている。
大量生産されており、デイリーワインを主体とするショップを中心に、千円前後で売られている。南仏ワイン特有の力強さはあるが、総じて大味なものが多く、ほぼ価格相応で、普段飲むワインとしてはまずまずのものである。
この区域のうちで、比較的よいものを産する北部の32ヶ村で作られている赤ワインがコート・デュ・ルシヨン・ヴィラージュCôtes du Roussillon Villagesで、こちらは力強く、こくがあり、優れた味わいのものが多い。